# Mixed Signals
Mixed Signals è il terzo singolo di Robbie Williams estratto dall'album The Heavy Entertainment Show, pubblicato il 28 febbraio 2017.